# Halálozások 1971-ben
Ez a szócikk az 1971-es évben elhunyt nevezetes személyeket sorolja fel.

## December
| Dátum       | Név           | Foglalkozás / tisztség                          | Kor | Forrás |
| ----------- | ------------- | ----------------------------------------------- | --- | ------ |
| december 2. | Serflek Gyula | mezőgazdász, földművelésügyi miniszterhelyettes | 060 |        |

## November
| Dátum        | Név         | Foglalkozás / tisztség                                   | Kor | Forrás |
| ------------ | ----------- | -------------------------------------------------------- | --- | ------ |
| november 15. | Rudolf Abel | szovjet hírszerző, a 20. század egyik legismertebb kémje | 068 |        |

## Október
| Dátum       | Név           | Foglalkozás / tisztség                                                       | Kor | Forrás |
| ----------- | ------------- | ---------------------------------------------------------------------------- | --- | ------ |
| október 29. | Arne Tiselius | Nobel-díjas svéd biokémikus                                                  | 069 |        |
| október 24. | Chuck Hughes  | amerikai amerikaifutballista, az egyetlen NFL-játékos, aki a pályán halt meg | 028 |        |
| október 12. | Gene Vincent  | amerikai énekes, dalszerző és gitáros                                        | 036 |        |

## Szeptember
| Dátum          | Név              | Foglalkozás / tisztség                                                       | Kor | Forrás |
| -------------- | ---------------- | ---------------------------------------------------------------------------- | --- | ------ |
| szeptember 11. | Nyikita Hruscsov | szovjet kommunista politikus, az SZKP első titkára, a Minisztertanács elnöke | 077 |        |

## Augusztus
| Dátum         | Név           | Foglalkozás / tisztség                             | Kor | Forrás |
| ------------- | ------------- | -------------------------------------------------- | --- | ------ |
| augusztus 15. | Lukács Pál    | Oscar- és Golden Globe-díjas színész               | 077 |        |
| augusztus 13. | W. O. Bentley | angol autóipari mérnök, a Bentley Motors alapítója | 082 |        |

## Július
| Dátum      | Név             | Foglalkozás / tisztség                           | Kor | Forrás |
| ---------- | --------------- | ------------------------------------------------ | --- | ------ |
| július 21. | Yrjö Väisälä    | finn geodéta, fizikus, meteorológus, csillagász  | 079 |        |
| július 6.  | Louis Armstrong | amerikai dzsessztrombitás, énekes, zenekarvezető | 069 |        |
| július 3.  | Jim Morrison    | amerikai énekes (The Doors), dalszövegíró, költő | 027 |        |

## Június
| Dátum      | Név               | Foglalkozás / tisztség        | Kor | Forrás |
| ---------- | ----------------- | ----------------------------- | --- | ------ |
| június 15. | Fuad Əbdürəhmanov | szovjet-azeri szobrász, festő | 056 |        |

## Május
| Dátum     | Név            | Foglalkozás / tisztség      | Kor | Forrás |
| --------- | -------------- | --------------------------- | --- | ------ |
| május 28. | Audie Murphy   | amerikai katona és színész  | 045 |        |
| május 17. | Fettich Nándor | régész, ötvös, az MTA tagja | 071 |        |

## Április
| Dátum       | Név               | Foglalkozás / tisztség                  | Kor | Forrás |
| ----------- | ----------------- | --------------------------------------- | --- | ------ |
| április 21. | François Duvalier | haiti orvos, politikus, elnök, diktátor | 064 |        |
| április 20. | Ucsida Hjakken    | japán író                               | 081 |        |
| április 6.  | Igor Stravinsky   | orosz zeneszerző, karmester, zongorista | 088 |        |

## Március
| Dátum       | Név              | Foglalkozás / tisztség                                             | Kor | Forrás |
| ----------- | ---------------- | ------------------------------------------------------------------ | --- | ------ |
| március 29. | Kiss Manyi       | Kossuth- és Jászai Mari-díjas színésznő, érdemes és kiváló művész  | 060 |        |
| március 9.  | Jankovich Ferenc | Baumgarten-, Kossuth- és József Attila-díjas költő, író, műfordító | 063 |        |
| március 8.  | Harold Lloyd     | amerikai színész, producer, komikus                                | 077 |        |

## Február
| Dátum      | Név           | Foglalkozás / tisztség                                           | Kor | Forrás |
| ---------- | ------------- | ---------------------------------------------------------------- | --- | ------ |
| február 5. | Rákosi Mátyás | kommunista politikus, az MKP főtitkára, a Minisztertanács elnöke | 078 |        |

## Január
| Dátum      | Név              | Foglalkozás / tisztség                                                  | Kor | Forrás |
| ---------- | ---------------- | ----------------------------------------------------------------------- | --- | ------ |
| január 25. | Donald Winnicott | brit gyermekorvos, gyermekpszichiáter, pszichoanalitikus és szociológus | 074 |        |
| január 10. | Coco Chanel      | francia divattervező, a Chanel divatház alapítója                       | 087 |        |